# Communauté de communes Provence Verdon
Die Communauté de communes Provence Verdon ist ein französischer Gemeindeverband mit der Rechtsform einer Communauté de communes im Département Var in der Region Provence-Alpes-Côte d’Azur. Sie wurde am 1. Januar 2014 gegründet und umfasst 15 Gemeinden. Der Verwaltungssitz befindet sich im Ort Varages.

## Mitgliedsgemeinden
| Gemeinde                               | Einwohner 1. Januar 2022 | Fläche km² | Dichte Einw./km² | Code INSEE | Postleitzahl |
| -------------------------------------- | ------------------------ | ---------- | ---------------- | ---------- | ------------ |
| Artigues                               | 286                      | 31,85      | 9                | 83006      | 83560        |
| Barjols                                | 2.995                    | 30,06      | 100              | 83012      | 83670        |
| Brue-Auriac                            | 1.456                    | 36,73      | 40               | 83025      | 83119        |
| Esparron                               | 370                      | 30,04      | 12               | 83052      | 83560        |
| Fox-Amphoux                            | 501                      | 40,76      | 12               | 83060      | 83670        |
| Ginasservis                            | 2.036                    | 37,47      | 54               | 83066      | 83560        |
| La Verdière                            | 1.674                    | 68,16      | 25               | 83146      | 83560        |
| Montmeyan                              | 595                      | 39,43      | 15               | 83084      | 83670        |
| Pontevès                               | 764                      | 41,07      | 19               | 83095      | 83670        |
| Rians                                  | 4.245                    | 96,87      | 44               | 83104      | 83560        |
| Saint-Julien                           | 2.399                    | 75,88      | 32               | 83113      | 83560        |
| Saint-Martin-de-Pallières              | 271                      | 26,33      | 10               | 83114      | 83560        |
| Seillons-Source-d’Argens               | 2.717                    | 25,11      | 108              | 83125      | 83470        |
| Tavernes                               | 1.444                    | 31,15      | 46               | 83135      | 83670        |
| Varages                                | 1.170                    | 35,11      | 33               | 83145      | 83670        |
| Communauté de communes Provence Verdon | 22.923                   | 646,02     | 35               | –          | –            |